# Weeshuis

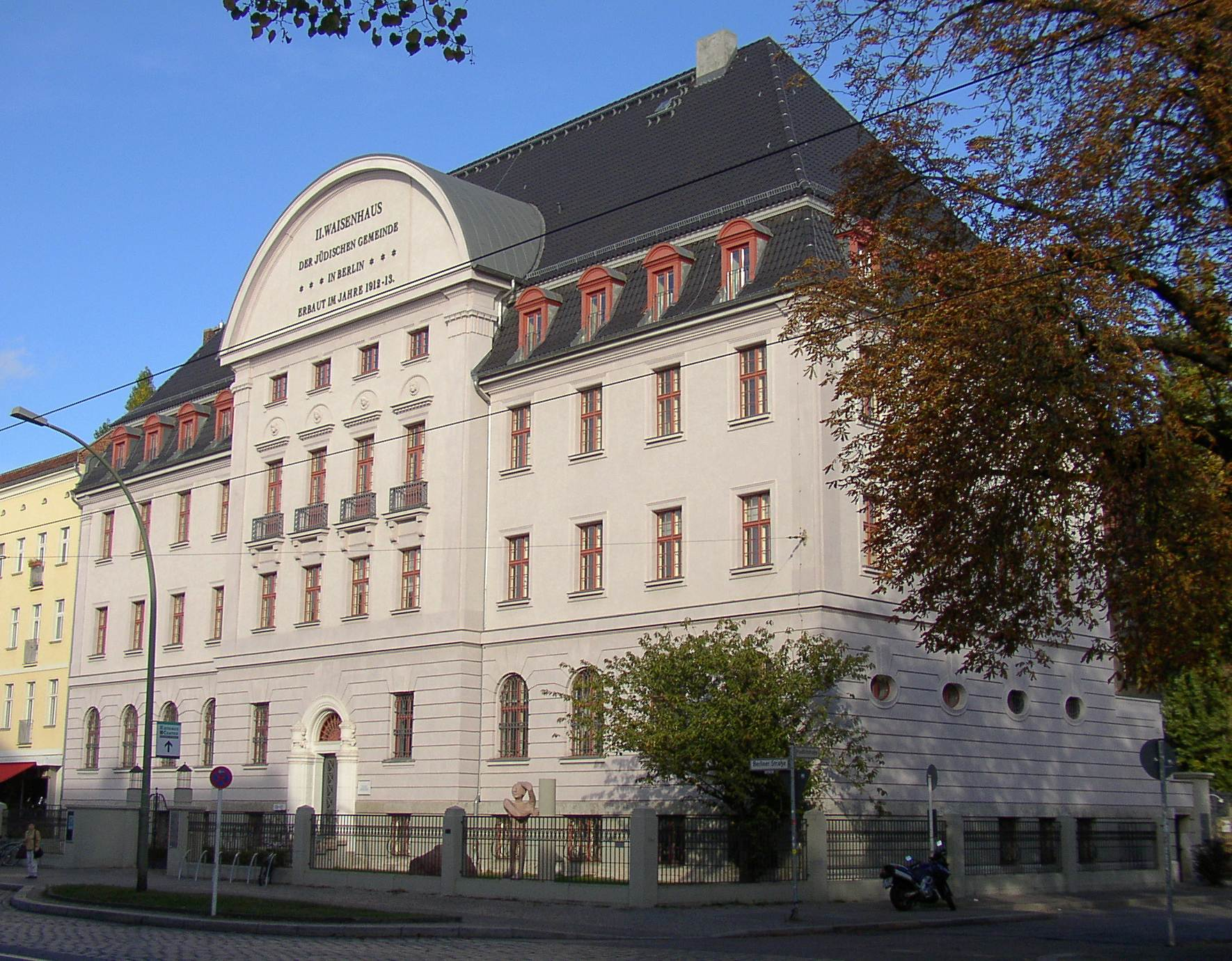
Voormalig weeshuis in Berlin-Pankow

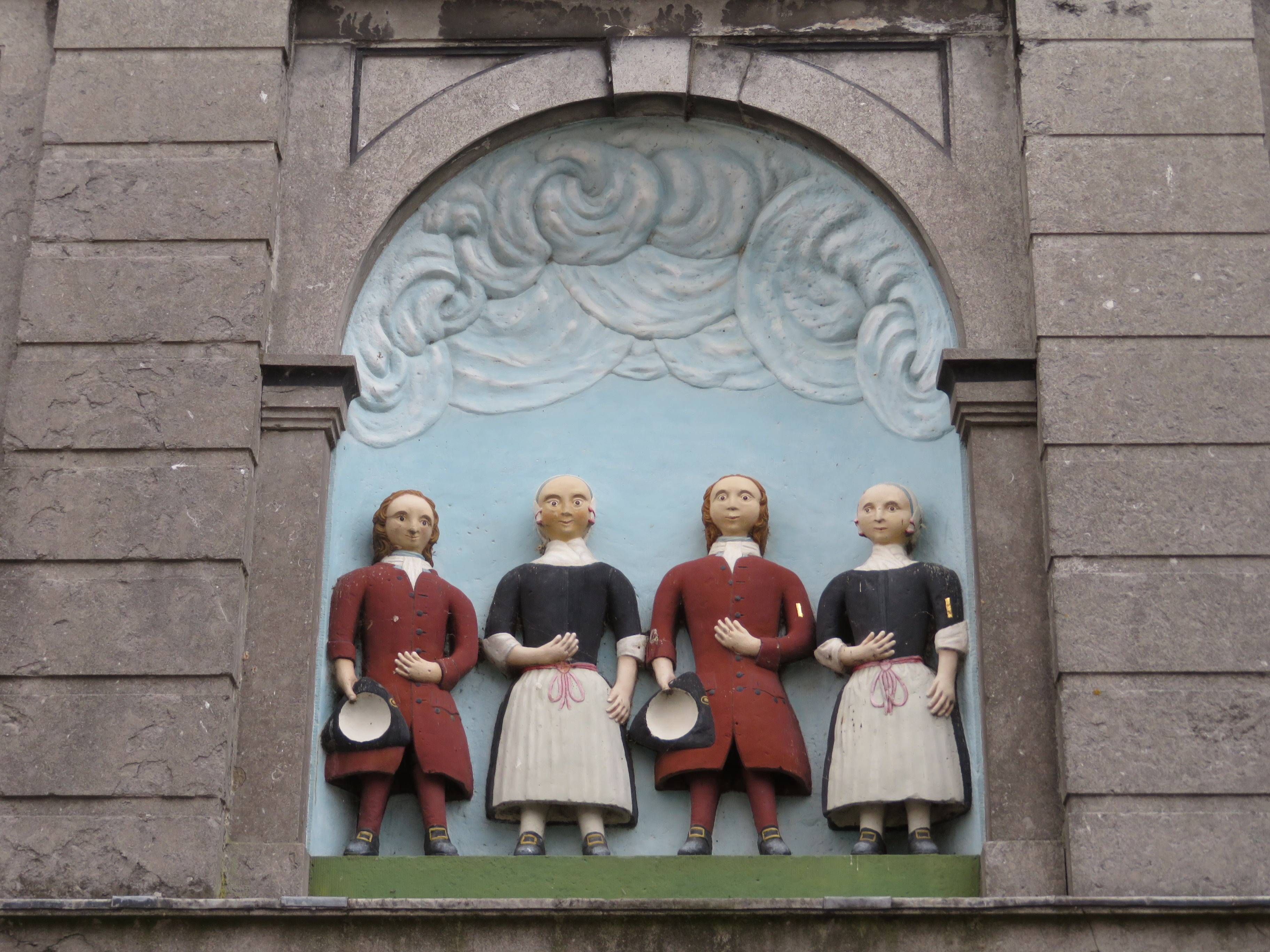
De Vier Weeskinderen boven de poort van het voormalige weeshuis in Medemblik

Een weeshuis is een gesticht of instelling voor de verzorging van ouderloze kinderen en kinderen voor wie de ouders niet zelf kunnen zorgen.
Er zijn weeshuizen met diverse benamingen voor verschillende doelgroepen, zoals een Burgerweeshuis, een Stadsweeshuis of een bestedelingenhuis voor de armsten. Er waren daarbij nog de algemene overheids- en de stichtings-weeshuizen, ook wel fundatieweeshuizen genoemd. Ook waren er weeshuizen per gezindte, zoals hervormd, gereformeerd, luthers en rooms-katholiek.
Een bekend weeshuis is het Burgerweeshuis in Amsterdam, waar tegenwoordig het Amsterdam Museum is gevestigd.

## Geschiedenis
Het principe van weeshuizen bestaat al sinds de eerste eeuw. Toen bestonden er zogenaamde orphanotrophia als een van de methodes voor de zorg voor wezen. De Joodse Halacha stelde verplicht dat er gezorgd diende te worden voor weduwen en wezen, en in het oude Athene was eveneens wettelijk geregeld dat kinderen wier ouders waren gesneuveld door militaire dienst recht hadden op verzorging. Plato pleitte al voor het feit dat wezen onder zorg van openbare verzorgers moesten worden geplaatst die voor hen zouden zorgen als ware het hun eigen kinderen. In de middeleeuwen namen vaak kloosters de zorg van wezen op zich.
Hoewel de meeste weeshuizen tot het begin van de 19e eeuw weinig tot geen onderwijs boden, gingen ze later, en zeker na 1874 (Kinderwetje van Van Houten) over tot het opleiden van hun pupillen (tot ca. 14 jaar op school, daarna een vakopleiding en ten slotte werken tot hun meerderjarigheid). De pupillen van weeshuizen droegen vaak uniforme kledij. Een fel contrast in het weeshuis was het voorhuis met de vaak weelderige Regentenkamer en het povere achterhuis waar de (half)wezen of arme kinderen verbleven. Vaak waren er gescheiden ingangen voor de regenten en de wezen.
In de 20e eeuw begon de houding tegenover weeshuizen sterk te veranderen. Weeshuizen werden steeds vaker gezien als een van de slechtste alternatieven voor wezen, en alternatieve mogelijkheden zoals adoptie of wezen onderbrengen bij andere familieleden of gastgezinnen kregen de voorkeur. Vanaf de jaren vijftig gingen weeshuizen zich steeds meer richten op de mogelijkheden om wezen nog wel in contact te laten komen met andere familie. In 2009 bewees een studie van weeshuizen in Afrika en Azië echter dat kinderen die daar in een weeshuis opgroeien vaak niet slechter af zijn op het gebied van gezondheid en ontwikkeling, vergeleken bij kinderen die door de gemeenschap worden opgevangen omdat de kwaliteit van zorg van deze weeshuizen vaak relatief hoog is in vergelijking met de situatie in bijvoorbeeld Oost-Europa.
Weeshuizen zijn in West-Europese landen vandaag de dag een zeldzaam verschijnsel, in Nederland is sinds 1959 geen functioneel weeshuis meer aanwezig, maar in onder andere Oost-Europa, Afrika, Zuid-Amerika en Azië komen ze nog veelvuldig voor. In de Verenigde Staten neemt het aantal weeshuizen af daar er steeds meer gebruik wordt gemaakt van kleinschalige opvanglocaties voor wezen.

## Weeshuizen in media
Weeshuizen komen geregeld voor in fictie, en worden hierin niet zelden afgebeeld als akelige plaatsen waar de aanwezige kinderen maar weinig liefde en aandacht krijgen.
Een van de beroemdste boeken over het leven in een weeshuis, ook wel armenhuis genoemd, is Oliver Twist (1838) van de Britse schrijver Charles Dickens.